# Аерофотография
Аерофотографията е фотографска дейност, при която се заснема земната повърхност от висока въздушна позиция. Този начин на снимане в английски се нарича Aerial photography, в немски език Aerofotografie, Luftbildfotografie, в руски аэрофотография. Извършва се със специално конструирана аерофотоапаратура и посредством летателни апарати – самолети, хеликоптери, аеростати, дирижабли, делтаплани, хвърчила, безпилотни летателни апарати. Като продукт се създават аерофотоснимки, предназначени за нуждите на военното разузнаване, на топографията и картографията, за нуждите на археологията, средствата за рекламата и киното, изучаване промените в околната среда и др.

## Основни направления в аерофотографията
Аерофотографията предоставя информация чрез аерофотоснимки за следните направления.

### Аерофотография за военното разузнаване
Това е първото и най-съществено приложение на аерофотографията. Създаването на специализирана аерофотоапаратура за нуждата на военното разузнаване води началото си от 1911 г., когато руският военен инженер полковник Потте В. Ф. създава първия аерофотоапарат, използван по време на Първата световна война. Сериозно развитие на такава техника има в Германия. Младата българска авиация е била оборудвана с много немски аерофотокамери Zeiss и IKA за разузнавателни полети. Съгласно протокол за ликвидирането на българската военна авиация от Съюзническата контролна комисия от 1919 г., фототехниката е унищожена в Божурище заедно с всички български самолета (73 сухоземни самолета и 9 хидроплани), три аеростата, 76 авиационни картечници, 110 авиационни двигателя, бомби, боеприпаси и друго авиационно оборудване.

### Аерофотография за топографията
Аерофотоснимките се използват за създаване на топографски карти и планове. Аерофотокамерите за заснемане на земната повърхност са с формат на кадъра 18х18, 23х23 и по-рядко 30х30 cm. Камерите се закрепват с пружиниращи буфери, с което се намалят вибрациите на самолета. В зависимост от положението на самолета по време на полет, заснетите снимки са вертикални – снимачната ос е вертикална към терена (отклонение до 6°) и наклонени. Снимките биват единични, ивични и площни. Единични са тези, при които се заснемат единични отделни обекти. Предназначението им е преди всичко да се представи предварителна информация за ситуацията върху земната повърхност. Чрез т. нар. дешифриране на аерофотоснимки се уточняват необходими подробности за работата върху топографските оригинали. Ивичните се правят в автоматичен режим на камерата със застъпване между отделните снимки, при които застъпването обикновено е 60-65%. Площните снимки се състоят от няколко ивици, като застъпването между тях е около 30 %. За топографски цели аерофотозаснимането се реализира с бавноходни самолети. Височината на полета зависи от целта на заснемане и от търсения мащаб от една страна и от друга релефа на територията. В равнинните територии заснемането може да се извърши от 1-3 km, докато в планинските територии полетът трябва да е на височина над 4-5 km. Заснетият съгласно посочените изисквания снимков материал с фотограметрични средства може да послужи като основа при изчертаване на оригинали за топографски карти и планове.

- Аерофотоснимки със застъпване за стереоскопичен образ за нуждите на топографията

### Авиационна фотография
Това е дял от аерофотографията, при който се заснемат летящи обекти. Фотографирането може да се направи от различни направления: въздух – въздух; въздух – земя; земя – въздух; земя – земя. Това се прави с фотоапаратура, различна от тази, предназначена за заснемане на големи земни площи. Често тази фотография се практикува от парашутисти, делтапланеристи или летци, които фотографират колегите си при полет, акробатични изпълнения или отдих след успешно завършил въздушен експеримент.

### Аерофотография в стил документална фотография
Това е специфична фотография, при която от неголяма височина се заснемат паметници, археологически обекти, красиви природни кътове. Такива аерофотоснимки се използват за научни, рекламни или други комерсиални цели. Осъществяват се от самолети и хеликоптери на аероклубове, делтапланеристи или безпилотни летателни средства.

### КАР аерофотография
КАР (Kite Aerial Photography) е специфична фотография (Kite в превод от английски е хвърчило или лек самолет). Това е изкуство да се фотографира земната повърхност от летящи хвърчила или привързани средства за летене, като например малки балони. КАР фотографията е близка до тази в стил документален. От птичи полет на неголеми височини може да се получат фотографски снимки с много високи художествени качества. За такива цели на пазара се предлагат малки балони и управляеми дирижабли, които носят платформа с дистанционно управлявана камера с висока разделителна способност, работеща в режим на запис или предаване на видеосигнал в реално време.  Създадените безпилотни самолети и особено безпилотния радиоуправляем квадкоптер (quadcopter – с четири въздушни винта на хеликоптер) или професионалните октокоптери (oktokopter) – с осем въздушни винта на хеликоптер, са най-новите представители на дроновете, използвани за такива цели. Прецизното им управление, модерната електроника, позволяваща контрол и запис на видеокартината, позволява не само създаване на качествени аерофотографии, но и заснемане на видео материали от необичайна гледна точка.
- КАР фотография
- Любителско хвърчило – балон за КАР фотография
- Управление на хвърчилото и задействане спусъка на камерата
- Камера, пригодена за КАР фотография
- Любителска кутия за фотоапарат. Отдясно се вижда приспособлението за задействане на спусъка на фотоапарата
- Октокоптер с камера
- KAP фотография
- Въздушна снимка на река Сава в Белград

## Аерофотографията в България
Българската военна авиация е използвана за разузнаване и фотографиране на полето на бойните действия във войните в началото на ХХ век. Самолетите са оборудвани с немски аерофотокамери, които по-късно са разрушени заедно с всички летателни апарати на българската войска. Пионер летец – наблюдател аерофотограф е Георги Ст. Георгиев (1881 – 1956). Той дълбоко познава фотографския процес и е преподавател по аерофотография през 1914 – 1917 г. Като активен фотодеятел и теоретик на фотоизкуството е оставил трайна следа – член на първото фотографско дружество (1897 г.), основател на българския фотоклуб (1920 г.), главен инструктор по художествена фотография към ДП „Българска фотография“ и автор на трудове и публикации по фотоизкуство.
Специалното фотографско звено на Института по картография и геодезия използва самолетите Focke-Wulf Fw 56 „Гълъб“ за аерофотозаснимане. Почти десетгодишното използване на самолетите и военните летци от института е прекратено в началото на 60-те години, поради засекретяването на получавания снимков материал. Дейността се прехвърля към ВВС и изцяло е под контрола на Военното контраразузнаване. Извършва се от 16-и транспортно-авиационен полк, базиран на летище Враждебна. Поради износването и трудната поддръжка на използваните самолети, в авиоремонтния завод „Мургаш“ се преоборудва за такива цели самолет Ли-2. Използва се до края на 60-те години, когато е заменен от Ил-14. 
Фотограметричните методи са използвани за изработването на едромащабната топографска карта 1:5000 през 60-те и 70-те години на ХХ век. Аерофотозаснемането е осъществено с немски аерофотокамери Zeiss.
Понастощем за такива цели се използва модерният специализиран самолет, разработен за въздушно наблюдение и аерофотоснимки, Ан-30.